# Gradiente (empresa)
Gradiente é uma empresa brasileira de eletroeletrônicos. A empresa, fundada em outubro de 1964 no bairro Pinheiros, em São Paulo, cresceu fortemente durante a década de 1970 devido principalmente a três fatores:
- a limitação da importação de equipamentos eletrônicos;
- o crescimento econômico brasileiro conhecido como milagre econômico;
- a implantação do polo manufatureiro da Zona Franca de Manaus.

De uma fábrica de pequeno porte, a Gradiente transformou-se em um poderoso grupo do setor de eletroeletrônicos.
A Gradiente enfrentou problemas financeiros de 2007 até 2008. Além da concorrência mais acirrada, o que derrubou a empresa, segundo o CEO Eugênio Staub, foram dois outros fatores: a primeira foi a compra da Philco em 2005 por 60 milhões de reais. Dois anos depois, a empresa foi vendida por 22 milhões de reais, a fim de reduzir o rombo financeiro. Outro problema foram falhas administrativas que, em 2007, praticamente paralisaram a companhia.
Em 2007, a empresa entrou em processo de recuperação e voltou ao mercado brasileiro no primeiro semestre de 2012.
Em 2018, a Gradiente retornou novamente ao mercado de eletrônicos depois de 5 anos, voltando a operar na Zona Franca de Manaus.

## História

### Consolidação da marca

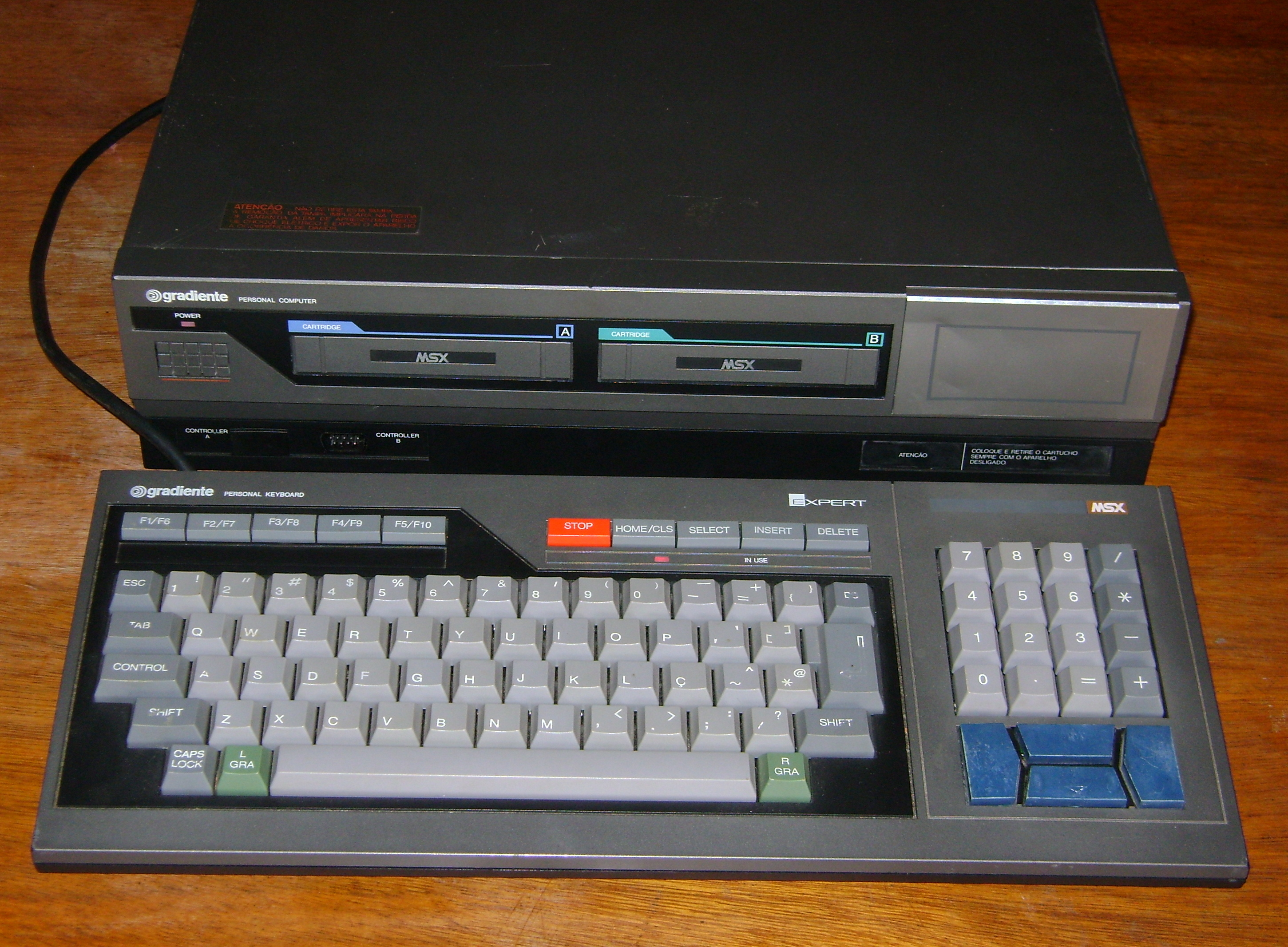
Computador Expert XP-800 de 1985.

Durante a década de 1970 e parte da década de 1980, o foco da empresa foi atender o mercado de produtos de áudio sofisticados. Seus equipamentos eram modulares consistindo-se de amplificadores, receptores, toca-fitas (cassette decks), toca-discos e etc. A Gradiente não oferecia aparelhos populares do tipo 3-em-1, isto é, aparelhos nos quais rádio-amplificador, toca fitas e toca discos são conjugados num único gabinete.
Esta filosofia, aliada às campanhas publicitárias, à imagem de modernidade com o lançamento de novos produtos como o toca-discos ótico (CD player) ou digitais e a substituição periódica de linhas de equipamentos (obsolescência programada), consolidaram a marca como uma das mais importantes no setor de eletroeletrônicos do Brasil.
Em 1978, a empresa lançou, como uma alternativa mais sofisticada aos 3-em-1, o conceito que chamou de “system”: um conjunto de equipamentos que consistia em receptor, toca-discos, toca fitas e um par de caixas acústicas vendidos num único pacote. Os equipamentos eram baseados nos aparelhos modulares, com pequenas diferenças de acabamento.
Em 1981, a empresa tomou a iniciativa de padronizar a largura e o projeto dos equipamentos modulares de forma que eles poderiam ser livremente escolhidos e empilhados harmoniosamente, formando conjuntos ao gosto do comprador. Este conceito recebeu a designação comercial "compo", uma abreviação de "componente", pois cada equipamento era um componente do sistema.
Para a empresa, havia a vantagem de se pagar um único imposto sobre todo o pacote. Foi uma ideia bem-sucedida e a cada 2 anos, aproximadamente, a Gradiente atualizava a linha. Os systems duraram até cerca de 1988 quando a empresa passou a se concentrar nos equipamentos conjugados.

## Compra de outras marcas

#### Garrard
Esta tradicional marca inglesa foi adquirida em 1978. O objetivo era exportar os aparelhos Gradiente sob a marca Garrard, que era internacionalmente reconhecida. As exportações foram iniciadas no começo da década de 1980 para os EUA e a Europa, mas o negócio não foi bem-sucedido. Em entrevista a Paulo Markun (Playboy, jul-1990), o próprio Eugênio Staub, presidente da empresa, afirmou que o fracasso custou US$ 18 milhões.
Em 1997, a marca Garrard foi licenciada (ou vendida) para a Loricraft Audio, um grupo inglês que fabrica toca discos de vinil em pequena escala.

#### Polyvox
A Polyvox foi fundada por ex-funcionários da Gradiente (dentre eles, o engenheiro Alberto Salvatore, considerado o cérebro eletrônico da Gradiente) e, durante muitos anos, tentou ser sua concorrente até ser adquirida em 1979.
Pouco após a aquisição, os equipamentos topo de linha, como a linha 5000 da Polyvox, foram descontinuados em prol da linha Esotech da Gradiente. Esta fora lançada em 1983 com uma linha disposta de vários aparelhos modulares, como:
- amplificadores (IA-II, A-II e HA-II)
- tuners (T-II)
- equalizadores (E-II)
- CD Players (LDP-II e LDP-636)
- toca-discos (XP-II, RP-II, QT-II e TT-II)
- toca-fitas (SD-II e D-II, de 3 cabeças)
- crossovers (CX-II, de 4 canais)
- caixas acústicas (RS-II e SS-II)
- receivers (RC-II, A-II e HA-II)
- racks (AR-II, ER-II e RK-II)

A Polyvox foi direcionada para o mercado de aparelhos populares: conjuntos integrados tipo 3-em-1 e rádio-gravadores. Além disso, a partir de meados da década de 1980, os produtos com a marca Polyvox foram desaparecendo como deveria ter acontecido desde o início, até que ela não foi mais usada. Atualmente, não existe mais nenhum produto com esta marca, ainda que a Gradiente mantenha seu registro.
Quanto aos Esotech, esta mesma linha caminhou até o fim junto com os "compo", assim parando de ser fabricada em 1985, sendo ambos sucedidos pelos minisystems Energy. Mesmo depois de sua fabricação, ainda era possível encontrar modulares Esotech à venda nas lojas.

#### Telefunken
Quando esta marca foi adquirida, em 1989, sua participação no mercado de televisores já era declinante. Aparentemente, a Telefunken da Alemanha quis se desfazer do negócio no Brasil e a Gradiente tinha interesse numa fábrica de televisores. Assim, pouco após a aquisição da marca, os produtos Telefunken foram descontinuados e a Gradiente lançou televisores com sua própria marca.

#### Philco
A marca, que pertencia ao Grupo Itaú S.A., foi adquirida em 9 de agosto de 2005. A incorporação da Philco permitiu à empresa melhorar a participação no mercado de televisores e DVDs. Desde a aquisição da Telefunken, a marca Gradiente nunca teve grande participação no mercado de vídeo. A Gradiente e a Philco, combinadas, detinham cerca de 18% de participação no mercado de televisores: Philco 10% e Gradiente 8%, segundo dados de 2004. Estes números aproximavam a empresa das líderes do setor: Philips, LG e Semp Toshiba.
Em setembro de 2007, a marca Philco foi vendida a um grupo de investidores chineses. A Britânia, empresa de origem paranaense, fabricante de eletrodomésticos, alugou o uso da marca e teve o direito de usá-la por um período de 10 anos.

## Tecnologias
Além de aparelhos com projeto próprio, a Gradiente sempre se valeu do uso de tecnologia de outros fabricantes. O uso de tecnologia de terceiros pode ser classificado em:
- compra de aparelhos prontos de outros fabricantes (câmera de vídeo da Sony)
- montagem de aparelhos de outras marcas (cassette decks e amplificadores Super-A, da JVC)
- modificação de aparelhos de outras marcas (cassete decks JVC)
- adaptação de mecanismos de terceiros em aparelhos de design próprio (cassette decks Alpine e amplificadores JVC)

A utilização de tecnologia ou produtos de outros fabricantes ocorreu principalmente em razão da dificuldade de se projetar no Brasil aparelhos equipados com partes eletromecânicas, como é o caso dos toca-fitas e toca-discos.
Por exemplo, os cassette decks de código CD (CD-5500, por exemplo) eram na realidade aparelhos JVC com pequenas diferenças de acabamento. Somente na década de 1980 é que a Gradiente lançou cassette decks com design próprio: são os aparelhos com código C (C-484, por exemplo), que utilizavam mecanismo da Alpine.
Algumas empresas que forneceram tecnologia à Gradiente:
- JVC: foi uma das maiores parceiras, fornecendo tecnologia para amplificadores, cassette decks, toca-discos e videocassetes.
- Funai: videocassete (V-11 e SV-21)
- Pioneer: toca-discos (DD-I)
- Yamaha: CD player (LDP-636, LDP-II e L-675)
- Alpine: cassette decks da linha C
- Sherwood: receiver áudio/vídeo

## Produtos de vídeo e computadores
Em 1983, a empresa lançou o videogame Atari 2600 com licença oficial da Atari estadunidense, num mercado infestado de clones não autorizados deste console.
Por 10 anos, a Gradiente foi a revendedora oficial dos consoles da Nintendo no Brasil (e antes disso lançara um clone do NES, o Phantom System), inicialmente em parceria com a Estrela, chamada Playtronic, fundada em 1993. A Estrela saiu em 1996. Após um período sofrendo com a alta do dólar e tendo de impor altos preços, a Gradiente saiu do mercado em 2003, logo após ter lançado o Nintendo GameCube no Brasil.
Em 1985, a empresa entrou no ramo de computadores pessoais com o Expert, que seguia o padrão MSX, estabelecido por empresas japonesas. Tinha como concorrente o HotBit, da Sharp. Fez grande sucesso na época, sendo considerado o melhor MSX nacional. Tinha como diferencial marcante o teclado separado da CPU. Infelizmente, na época, a Gradiente desenvolveu um padrão próprio de conexão de periféricos, como entradas para teclado e impressoras. Tal fato feria a concepção original do padrão MSX, o que foi considerado uma grande falha de projeto, pois a Gradiente deixou de vender muitos micros devido à incompatibilidade com hardwares presentes no mercado.
Em 1990, a empresa encerrou a fabricação do Expert e saiu do ramo de computadores. O retorno a este mercado só voltaria a ocorrer em 2002, com o lançamento do Oz. Este computador, no padrão PC, tinha apenas um design de gabinete diferenciado, não havendo novidades na parte eletrônica. O equipamento foi vendido por cerca de 1 ano, após isso a empresa novamente se retirou do ramo da microinformática.
Em 1988, ocorreu a estreia no mercado de videocassetes com 2 modelos projetados pela empresa japonesa Funai Electronics. A curiosidade é que o aparelho inicialmente era vendido em Miami, Nova York e Manaus. O Paraguai não era mencionado pela empresa, mas lá também era possível se adquirir o aparelho. A Gradiente alegava que a maioria dos videocassetes era adquirida no exterior e que o preço de seu aparelho ficava dentro da cota de importação. Posteriormente, os videocassetes foram fabricados no Brasil com tecnologia da Funai e da JVC.
Em 1989, a empresa ingressou no mercado de televisores com a compra da Telefunken do Brasil. Desde então, ela tem estado presente neste mercado sem nunca ter conseguido uma participação mais significativa.

## Representante oficial Nintendo no Brasil
A Nintendo chegou nas terras brasileiras através da parceria com as empresas nacionais Gradiente e Estrela, que fecharam um acordo com a mesma em 1992, formando a Playtronic Industrial Ltda em 17 de março de 1993. Por 10 anos, a Gradiente foi a revendedora oficial dos consoles da Nintendo no Brasil (e antes disso lançara um clone do NES, o Phantom System), inicialmente em parceria com a Estrela, chamada Playtronic, fundada em 1993. A Estrela saiu em 1996, após um período sofrendo com a alta do dólar e tendo de impor altos preços, a Gradiente saiu do mercado em 2003, logo após ter lançado o Nintendo GameCube no Brasil.
A ideia de inserir oficialmente a Nintendo no Brasil partiu tanto da Gradiente/Estrela quanto da Nintendo. Por um lado, a Gradiente/Estrela poderia expandir seus negócios com a criação da Playtronic, por outro, a Nintendo estaria oficialmente representada no Brasil.
Como dito, em 1996, a Estrela vendeu sua parte na empresa, deixando assim de existir a Playtronic, originaria da fusão entre Estrela/Gradiente. A partir daí, passou a se chamar então de Gradiente Entertainment Ltda, fundada e registrada na Receita Federal sob o CNPJ 23.010.804/0001-77. Até dezembro de 2000, as vendas combinadas totalizaram 2 milhões de hardwares e 2,5 milhões de softwares. Isto significa que o mercado de games no Brasil agitou R$ 200 milhões com a Nintendo.
Contudo, no início de 2003, a Gradiente deixou de fabricar e comercializar, por sua própria opção, a linha de videogames no país, encerrando a parceria com a Nintendo no Brasil. Segundo a Gradiente, a decisão decorreu, entre outros fatores, da expressiva alta da taxa de câmbio do dólar desde 1998, da redução da renda média da população e do alto índice de pirataria dos produtos desta linha (embora os produtos da Nintendo fossem projetados para limitar a ação de piratas, com medidas como o chip DRM dos cartuchos e a tecnologia proprietária de minidiscs no Gamecube), os quais contribuíram para limitar o potencial de crescimento desta categoria e reduzir significativamente a rentabilidade deste negócio para a Gradiente nos últimos anos.
De 1996 a 2003, a Gradiente colocou no mercado o portátil Game Boy Color, Game Boy Advanced, o SNES, o Nintendo 64 e o Nintendo GameCube.

### Variações dos Sets Gradiente
Com o fim da parceria entre Gradiente/Estrela, a empresa Gradiente Entertainment Ltda continuou a representar a Nintendo no Brasil até meados de 2003, lançando os itens abaixo.

### Super Nintendo
- Super Nes Super Set - Super Mario World (caixa raio)
- Super Nes Super Set - Super Mario World - Edição Especial Nintendo Futebol 98 (caixa raio) - Obs: acompanha segundo controle dourado e jogo International Superstar Soccer Deluxe
- Super Nes Super Set - Super Mario World + NBA Hang Time
- Super Nes Super Set - Super Mario World + NBA Hang Time + 02 controles (caixa raio)
- Super Nes Super Set - Super Mario World - Versão Baby
- Super Nes Super Set - Super Mario World + 02 controles - Versão Baby
- Super Nes Super Set - Super Mario World + International Superstar Soccer Deluxe + 02 controles - Versão Baby

### Nintendo 64
- Nintendo 64 - não acompanha jogo
- Nintendo 64 - Edição Especial - Nintendo Futebol 98 - Obs: acompanha controle dourado e jogo International Superstar Soccer 64
- Nintendo 64 - Edição Especial - Star Wars Episode 1 Racer
- Nintendo 64 - Edição Especial - Atomic Purple
- Nintendo 64 - Edição Especial - Atomic Purple Color
- Nintendo 64 - Edição Sabores - Jabuticaba
- Nintendo 64 - Edição Sabores - Uva
- Nintendo 64 - Edição Sabores - Kiwi
- Nintendo 64 - Edição Sabores - Cereja
- Nintendo 64 - Edição Sabores - Tangerina
- Nintendo 64 - Edição Sabores - Anis

### Game Boy Color
- Game Boy Color - Atomic Purple
- Game Boy Color - Dandelion
- Game Boy Color - Grape
- Game Boy Color - Kiwi
- Game Boy Color - Teal
- Game Boy Color - Edição Especial Pokémon
- Game Boy Color - Edição Especial Pokémon Pinball (inclui game com função rumble)

### Game Boy
- Game Boy Pocket - Cinza
- Game Boy Pocket - Preto
- Game Boy Pocket - Edição Especial Pokémon Versão Azul
- Game Boy Pocket - Transparente

### Nintendo Gamecube
- Nintendo Gamecube - Indigo

### Game Boy Advance
- Game Boy Advance - Ártico
- Game Boy Advance - Glacial
- Game Boy Advance - Indigo
- Game Boy Advance - Rosa

### Super Nintendo
- A Lenda de Zelda - Um Elo com o Passado
- Aladdin
- Arkanoid: Doh It Again
- Donkey Kong Country
- Donkey Kong Country 2 - Diddy's Kong Quest
- Donkey Kong Country 3 - Dixie Kong's Double Trouble
- F-ZERO
- FIFA 98: A Caminho da Copa
- Incantation
- International Superstar Soccer Deluxe
- Kirby's Dream Land 3
- Lamborghini American Challenge
- Mogli, O Menino Lobo
- NBA Hang Time
- O Rei Leão
- PreHistorik Man
- Space Invaders
- Super Mario Kart
- X-Men: Mutant Apocalypse

### Nintendo 64
- 007 The World Is Not Enough
- 007 GoldenEye
- All Star Tennis 99
- Automobili Lamborghini
- Banjo Kazooie
- Bio F.R.E.A.K.S.
- Castlevania
- Clay Fighter 63 1/3
- Command & Conquer
- Conker´s Bad Fur Day
- Copa do Mundo 98
- Diddy Kong Racing
- Donald Duck - Goin´"Quackers"
- Dr. Mario 64
- Extreme G
- F-1 Pole Position 64
- F-1 World Gran Prix
- Fifa 98 - A caminho da Copa
- Fifa 99
- Fighters Destiny
- Forsaken
- Hexen
- In The Zone ´98
- International Superstar Soccer 64
- International Superstar Soccer 2000
- Kirby 64 - The Crystal     Shards
- Mario Party
- Missão Impossível
- Mortal Kombat Mythologies - Sub-Zero
- MRC - Multi Racing Championship
- NBA Hang Time
- Perfect Dark
- Pokémon Stadium
- Rayman 2 - The Great Escape
- Resident Evil 2
- Shadow Man
- South Park
- Starfox 64
- Star Wars Racer - Episode 1
- Super Mario 64
- Super Smash Bros.
- Tarzan
- The Legend of Zelda - Ocarina of Time
- The Legend of Zelda - Majora's Mask
- Tony Hawk's Pro Skater
- Top Gear Rally
- Toy Story 2
- Turok Seeds of Evil
- Yoshi's Story

### Game Boy
- Donkey Kong Land III
- James Bond 007
- O Castelo Maluco do Pernalonga
- Pokémon - Versão Azul
- Pokémon - Versão Vermelha
- Tetris
- Wave Race

### Game Boy Color
- 007 - O Mundo Não é o Bastante
- Aladdin
- Alone in the Dark - The New     Nightmare
- Bionic Commando - Elite Forces
- Corrida Maluca
- Dexter's Laboratory - Robot Rampage
- Donald Duck Goin' Quackers
- Donkey Kong Country
- F1 Championship Season 2000
- FIFA 2000
- Game & Watch Gallery 3
- Harry Potter e a Pedra Filosofal
- Hype: The Time Quest
- Indiana Jones and the Infernal Machine
- Kirby Tilt 'N' Tumble
- Looney Tunes Collector: Alert!
- Mario Tennis
- Marvin Contra Ataca!
- Mat Hoffman's Pro BMX
- Metal Gear Solid
- Mickey's Speedway USA
- Missão: Impossível
- Mortal Kombat 4
- O Rei Leão - A Grande Aventura de Simba
- Os Simpsons - Noite dos Vivos-vivos: A Casa de Horrores
- Perfect Dark
- Pernalonga Castelo Maluco 3
- Pica Pau Racing
- Pocket Bomberman
- Pokémon Pinball
- Pokémon Puzzle Challenge
- Pokémon Trading Card Game
- Pokémon - Versão Amarela - Edição Especial Pikachu
- Pokémon - Versão Crystal
- Pokémon - Versão Gold
- Pokémon - Versão Silver
- Quest for Camelot
- Rayman
- Snoopy Tennis
- Spider-Man
- Spider-Man 2 - The Sinister Six
- Super Mario Bros. Deluxe
- Tarzan
- Tetris DX
- Toy Story 2
- The Jungle Book
- The Legend of Zelda - Link's Awakening DX
- The Legend of Zelda - Oracle of Ages
- The Legend of Zelda - Oracle of Seasons
- The Little Mermaid II - Pinball Frenzy
- The Powerpuff Girls - Bad Mojo Jojo
- Tom and Jerry in Mouse Attacks!
- Tomb Raider Estrelando Lara Croft
- Tony Hawk's Pro Skater
- Tony Hawk's Pro Skater 2
- Turok 2 - The Seeds of Evil
- Wario Land 3
- X-Men Mutant Academy

### Game Boy Advance
- Castlevania - Circle of the Moon
- Earthworm Jim
- F-Zero - Maximum Velocity
- GT Advance Championship Racing
- Harry Potter e a Pedra Filosofal
- Iridion 3D
- Mario Kart - Super Circuit
- Pitfall the Mayan Adventures
- Rayman Advance
- Ready 2 Rumble Boxing - Round 2
- Sonic Advance
- Spider-Man - Ameaça de Mysterio
- Super Mario Advance
- Super Mario Advance 2
- Super Street Fighter II
- Tony Hawk's Pro Skater 2
- Wario Land 4
- X-Men Império de Apocalypse

### Nintendo Gamecube
- Eternal Darkness - Sanity's Requiem
- Luigi's Mansion
- Mario Party 4
- NBA Courtside 2002
- PIKMIN
- Super Mario Sunshine
- Super Smash Bros. Melee
- Wave Race - Blue Storm

### Super Nintendo
- Cleaning Kit
- Super Nes Controller (caixa raio)

### Nintendo 64
- Cabo áudio e vídeo
- Cartucho de expansão
- Cartucho de memória
- Controller cinza
- Controller preto
- Controller verde
- Controller uva - Edição Sabores
- Controller + Donald Duck - Goin´"Quackers" (item promocional)
- Controller + Banjo Tooie - (item promocional)
- Rumble Pak
- Transfer Pak

### Game Boy
- Adaptador A/C
- Cabo Game Link

### Game Boy Advance
- Cabo Game Link

## Popularização da marca
Inicialmente, foi feita uma tentativa de estabelecer a Polyvox como uma marca popular. Porém, o agravamento da crise econômica do Brasil, que levou ao empobrecimento da classe média, fez com que a própria marca Gradiente se popularizasse com o lançamento de aparelhos mais simples. Isto ocorreu por volta de 1987/88.
Os aparelhos modulares da linha "compo" foram desaparecendo e os "systems" foram substituídos por aparelhos conjugados verticais em que o receiver e o tape-deck eram montados num mesmo gabinete, mas de uma forma que mantinha a aparência de aparelhos modulares empilhados. Nos aparelhos mais simples, o toca-discos também era montado no mesmo gabinete. Os painéis de alumínio foram substituídos por plástico.
Atualmente, a empresa não fabrica mais equipamentos modulares de áudio, concentrando-se nos conjugados conhecidos como microsystems e nos “home theater in a box”, que são aparelhos que conjugam DVD player e amplificador multicanal.

## Crise e reestruturação
No início de 2007, a Gradiente enfrentou uma grave crise econômica, com uma dívida estimada em R$ 500 milhões. Devido à crise, a empresa suspendeu temporariamente o atendimento de alguns postos autorizados devido à pendência de peças para reparo. Em 2008, lançou um plano de estruturação extrajudicial, sendo aprovado em 2010, que foi a solução para recolocar a empresa novamente no mercado. A solução encontrada para esta restruturação foi o arrendamento de ativos da empresa, para a Companhia Brasileira de Tecnologia Digital (CBTD), uma empresa controlada pela família Staub por meio de outra empresa, chamada HAG, que teve um contrato de R$ 389 milhões para quitar as dívidas que foram pagos em sete anos, com início em julho de 2013.
A Gradiente voltou a comercializar os seus produtos em julho de 2012, com a nova linha de produtos Meu Primeiro Gradiente (MPG) e um aparelho com rastreador GPS para idoso (SafePhone)
A empresa alterou sua razão social para IGB Eletrônica S. A. (razão social da antiga Gradiente), para permitir a volta da marca Gradiente ao mercado sob uma nova empresa, a Companhia Brasileira de Tecnologia Digital (CBTD). Esta arrendou a marca Gradiente da IGB.
Na campanha, adotou o posicionamento de “Nova Gradiente” e tinha previsão de lançamento dos produtos para 2011, mas adiaram para o primeiro semestre de 2012.
Para que os acionistas da Gradiente (IGB Eletrônica) possam também se associar à CBTD, foi criada uma holding, a HAG Participações S. A., que detém 100% do controle da IGB, e uma parcela variável da CBTD, de 40% ou 100%, a depender da conversão em ações de debêntures que alguns investidores detêm contra a CBTD. No primeiro trimestre, a HAG pediria registro de companhia aberta à Comissão de Valores Mobiliários (CVM), para depois tentar listar as ações na BM&FBovespa.. Em 29 de outubro de 2012, a CVM analisou a documentação da HAG.
Em 15 de maio de 2012, foi anunciada a sua volta ao comércio com o tablet OZ Black.
No dia 11 de novembro, em um comunicado aos investidores na bolsa de valores, a empresa anuncia interrupção nas operações devido ao cenário econômico.
Em 2018, a Gradiente anunciou um novo retorno ao mercado nacional, com foco em novos produtos, como energia solar, lâmpadas de LED e equipamentos de monitoramento na área de segurança. No segundo semestre, a empresa voltou a operar no Polo Industrial de Manaus após 10 anos, no mercado local, mais forte, estruturada e montada no tripé inovação, qualidade e tecnologia. “O Brasil valoriza a empresa nacional que domina as tecnologias, que atualmente está monopolizada por multinacionais estrangeiras. Apostamos que voltaremos a produzir no Estado, gerar emprego, investir os lucros no país e redirecionar os recursos de patrocínio para cultura, esporte e lazer como sempre fizemos”, afirmou o diretor-presidente da empresa, Eugênio Staub.
Em fevereiro de 2019, a Gradiente voltou ao mercado após cinco anos com a caixa de som portátil Speaker GSP-100, que permite conexão com o celular via bluetooth, com microfone embutido que possibilita atender telefonemas em viva-voz e alto-falantes de 10W RMS integrados. Sua bateria funciona até 12 horas sem tomada e é à prova-d'água. O preço sugerido é de R$ 499,00. A empresa também lançou uma nova versão do Meu Primeiro Gradiente, com display LCD, conexão bluetooth e entrada USB, mas mantendo as características da primeira versão, como cores vibrantes e visual de época. O aparelho pesa cerca de 800 gramas e está disponível com preço de R$ 449,00.

## Controvérsias
No final de 2012, após sua reestruturação, a empresa anunciou o smartphone Gradiente iphone, do modelo Neo One. Segundo a empresa brasileira, a marca era registrada no país desde 2000 no Instituto Nacional de Propriedade Industrial (INPI).